# Gare de La Courneuve - Aubervilliers
Gare de La Courneuve - Aubervilliers vasútállomás és RER állomás Franciaországban, La Courneuve településen. A tervek között szerepel a párizsi metró 12-es vonalának az állomásig történő meghosszabbítása.

## Vasútvonalak
Az állomást az alábbi vasútvonalak érintik:
- La Plain-Hirson-vasútvonal

## Kapcsolódó állomások
A vasútállomáshoz az alábbi állomások vannak a legközelebb:
- Gare du Bourget (Gare Aéroport Charles-de-Gaulle 2 TGV, Gare de Mitry - Claye, B RER-vonal)
- Gare de La Plaine - Stade de France (Gare de Saint-Rémy-lès-Chevreuse, Gare de Robinson, B RER-vonal)

## Lásd még
- Franciaország vasútállomásainak listája
- A RER állomásainak listája